# Associazione Sportiva Mastini Varese Hockey 2003-2004
Questa pagina raccoglie i dati riguardanti l'Associazione Sportiva Mastini Varese Hockey nelle competizioni ufficiali della stagione 2003/04.

## Dirigenza
- Presidente: Colombo

## Consiglieri

### Area tecnica prima squadra
- Allenatore: Tony Martino

## Piazzamenti nelle varie competizioni
- Serie A: 10°

## La rosa

### Goaltenders
- 96  Paolo Della Bella
- 32  Claudio Pucci

### Defensemen
- 3  Carter Trevisani
- 6  Cory Murphy
- 12  Maurizio Mansi
- Ales Dvorak
- Benjamin Hammargren
- Nick Cammarata
- Giorgio Croci
- Andrea Marchiorato
- Gary Ricciardi
- Jouni Saarinen
- Nicola Barban
- Riccardo Croci

### Forwards
- 7  Oleksandr Zinevych
- 9  Salvatore Sorrenti
- 10  Pat Iannone
- 11  Mikko Lähteelä
- 18  Giancarlo Merzario
- 19  Tommaso Teruggia
- 27  Peter Michelutti
- 29  Derek Toletti
- 89  Alex Silva
- Jared Cantanucci
- Simone Donati
- Alessandro Galli
- Enrico Malacarne
- Matteo Roccaforte
- Steve Charlebois

### Coach
- Tony Martino